# 17 Again – Back to High School
17 Again – Back to High School (Originaltitel: 17 Again) ist eine US-amerikanische Filmkomödie aus dem Jahr 2009 von Regisseur Burr Steers mit Zac Efron in der Hauptrolle.

## Handlung
Im Jahr 1989 ist der 17-jährige Mike O’Donnell der Star des Basketball-Teams auf der Hayden High School und hat die Chance auf ein Vollstipendium am College. Einer großen Karriere als Basketballer würde eigentlich nichts mehr im Wege stehen, wenn ihm nicht seine Freundin Scarlet unmittelbar vor einem wegweisenden Spiel eröffnen würde, dass sie schwanger ist. So trifft er die Wahl für seine Freundin und das Baby und gegen seine geplante Karriere als Profisportler.
In der Gegenwart ist Mike 37 Jahre alt und unzufrieden mit seinem Leben. Er bedauert sich selbst, dass er nicht aufs College gehen konnte, und hängt mit den Gedanken ständig in der Vergangenheit. Da er seine Frau auch immer spüren ließ, dass sie schuld an seiner Situation sei, hat sie sich von ihm getrennt und will die Scheidung. Auch mit seinen Kindern Maggie und Alex versteht er sich nicht gut, da er sich in den letzten Jahren kaum mit ihnen beschäftigt hat und sie jetzt nichts mehr mit ihm zu tun haben wollen.
Nach dem Auszug aus dem gemeinsamen Haus lebt er nun bei seinem besten Freund, dem etwas skurrilen Millionär Ned Gold, zu dem er früher auf der High School als Einziger gehalten hatte, als dieser von anderen schlecht behandelt wurde. Aus der erwarteten Beförderung zum regionalen Vertriebsleiter bei einem Pharmaunternehmen wurde auch nichts. Obwohl er die besten Ergebnisse geliefert hat und seit 16 Jahren in der Firma ist, wurde er übergangen und eine Kollegin befördert, die erst seit zwei Monaten in der Firma ist. Nach einer Auseinandersetzung mit seinem Vorgesetzten hat er nun auch keinen Job mehr.
Er fährt zu seiner alten High School, um sich an die aus seiner Sicht bessere Vergangenheit zu erinnern, und begegnet dort einem geheimnisvollen Hausmeister. Auf der Fahrt nach Hause sieht er den alten Mann wieder, wie er gerade auf einem Brückengeländer über einem Fluss steht. Nachdem ein Lkw vorbeigefahren ist, ist der Mann verschwunden, und Mike springt hinterher – in einen magischen Wasserstrudel. Daraufhin findet er sich im Körper des 17-jährigen Mike in der Gegenwart wieder.
Mit der Hilfe seines Freundes Ned, der sich als sein Vater ausgibt, schreibt er sich unter dem Namen „Mark Gold“ an seiner ehemaligen High School ein und hofft so, etwas für sich und sein Leben tun zu können. Doch dann entdeckt Mike, dass seine Tochter Maggie mit Stan, dem rüpelhaften Schläger der Schule, zusammen ist und sein Sohn Alex in der Schule regelmäßig schikaniert wird. Er erkennt, dass es seine eigentliche Aufgabe ist, nicht sich selbst, sondern seinen Kindern zu helfen. Mit Marks Hilfe bekommt Alex einen Platz im Basketballteam und die Freundin, die er will. Auch seiner Noch-Ehefrau Scarlet hilft er im Garten, um ihr Vertrauen zu gewinnen und um ihr ein wenig nahe zu sein.
Ned, der sich seit dem ersten Treffen mit Schuldirektorin Jane Masterson in sie verliebt hat, kann sie schließlich nach zahlreichen erfolglosen Versuchen dazu bringen, mit ihm auszugehen. Zufällig bemerken sie ihre gemeinsame Liebe zur Herr-der-Ringe-Trilogie. Vor seinem Haus angekommen, bemerken sie die Party, die Mark auf Grund eines gewonnenen Basketballspieles gibt, und können den Abend nicht wie geplant gemeinsam in Neds Haus verbringen. Als Scarlet auf der Suche nach Alex ebenfalls auf der Party erscheint und sie Mark dafür lobt, dass er sich so gut um Alex kümmert, wird er von seinen Gefühlen für sie übermannt und küsst sie, woraufhin sie ihn öffentlich ohrfeigt. Auch Maggie und ihre Freundinnen werden Zeugen seiner Aktion und sind empört.
Am nächsten Morgen wird Mark von Ned an die Anhörung zur Scheidung erinnert. Im Gerichtssaal tut Mark so, als ob er einen Brief von Scarlets Noch-Ehemann Mike vorlesen würde, in dem er noch einmal ihre Liebe beschwört, sie aber letzten Endes freigibt. Scarlet lässt daraufhin die Scheidung verschieben und bemerkt, dass der vermeintliche „Brief“ nur ein Zettel mit der Wegbeschreibung zum Gerichtsgebäude war.
Mark ist unterdessen erneut ein erfolgreicher Sportler. Während des Spiels um die Meisterschaft sieht Scarlet, wie Mark eine für Mike typische Geste auf dem Spielfeld macht, und erkennt, dass es sich tatsächlich um Mike handeln muss. Sie steht verwirrt auf und verlässt fluchtartig die Halle. Mark alias Mike steht damit wieder vor derselben Entscheidung wie vor 20 Jahren, und er entscheidet sich auch in der Gegenwart wieder gegen das Spiel und für Scarlet. Beim Hinauslaufen übergibt er den Ball an seinen Sohn, der daraufhin an seiner Stelle eingewechselt wird. Als er Scarlet hinterherläuft, verwandelt der zufrieden lächelnde Hausmeister Mark wieder in den erwachsenen Mike.
Zum Schluss des Films wird Mike von Direktorin Masterson, die letztendlich mit Ned zusammengekommen ist, zum Trainer des Basketballteams der High School ernannt.

## Produktion
Kinostart in den USA war am 17. April 2009, in Deutschland am 14. Mai 2009.
Während des Abspanns werden neben den Namen die tatsächlichen High-School-Fotos der Mitarbeiter gezeigt.
Die Produktionskosten wurden auf 20 Millionen US-Dollar geschätzt. Der Film spielte in den Kinos weltweit rund 136 Millionen US-Dollar ein, davon rund 64 Millionen US-Dollar in den USA und 5,5 Millionen US-Dollar in Deutschland.

## Synchronisation
Die deutsche Synchronbearbeitung fertigte die FFS Film- & Fernseh-Synchron GmbH aus München an. Dialogregie führte Jan Odle.
| Darsteller            | Sprecher                | Rolle                                     |
| --------------------- | ----------------------- | ----------------------------------------- |
| Matthew Perry         | Michael Iwannek         | Mike O’Donnell (als Erwachsener)          |
| Zac Efron             | Daniel Schlauch         | Mike O’Donnell (als Teenager) / Mark Gold |
| Leslie Mann           | Petra Einhoff           | Scarlet O’Donnell (als Erwachsene)        |
| Allison Miller        | Gabrielle Pietermann    | Scarlet O’Donnell (als Teenager)          |
| Sterling Knight       | Tobias John von Freyend | Alex O’Donnell                            |
| Jim Gaffigan          | Torsten Münchow         | Coach Murphy                              |
| Michelle Trachtenberg | Annina Braunmiller      | Maggie O’Donnell                          |
| Nicole Sullivan       | Martina Duncker         | Naomi                                     |
| Thomas Lennon         | Axel Malzacher          | Ned Gold                                  |
| Diana-Maria Riva      | Elisabeth Günther       | Richterin                                 |
| Tommy Dewey           | Benedikt Weber          | Roger                                     |
| Melora Hardin         | Claudia Lössl           | Schulleiterin Jane Masterson              |
| Margaret Cho          | Andrea Wick             | Sexualkundelehrerin                       |
| Hunter Parrish        | Patrick Roche           | Stan                                      |
| Collette Wolfe        | Tatjana Pokorny         | Wendy                                     |

## Soundtrack
1. On My Own von Vincent Vincent and The Villains
2. Can’t Say No von The Helio Sequence
3. L.E.S. Artistes von Santigold
4. Naive by The Kooks
5. This is Love von Toby Lightman
6. You Really Wake Up the Love in Me von The Duke Spirit
7. The Greatest von Cat Power
8. Rich Girls von The Virgins
9. This is for Real von Motion City Soundtrack
10. Drop von Ying Yang Twins
11. Cherish von Kool & the Gang
12. Bust a Move von Young MC
13. Danger Zone von Kenny Loggins

## Rezeption
„Konventionelle, aber unterhaltsame Hollywood-Komödie, die vom komischen Talent ihres Hauptdarstellers lebt. Zudem wird der verspätete Selbsterfahrungstrip der Hauptfigur für dezente Selbstkritik genutzt.“

„Wie so oft wickelt Hollywood eine gute Idee in papierene Stereotype und ertränkt sie in Lieblosigkeit. Die Regie von Burr Steers ist ganz zugeschnitten auf Zac Efron, seit ‚High School Musical‘ eines jener Teen-Idole, die Mädchen in aller Welt zum Kreischen bringen. Ähnlich wie Bill Kaulitz von Tokio Hotel verströmt er gerade jenes Maß an Maskulinität, das geeignet ist, den 10- bis 12-Jährigen die Angst vor dem anderen Geschlecht zu nehmen. […] Jede potenzielle Gefährlichkeit des Stoffs wird übergangen, sieht man doch im Jungdarsteller Zac Efron nie jemand anderen als – Zac Efron. […] ‚17 Again‘ hat viele überflüssige Nebenhandlungen und eine erwartbar familienfreundliche Botschaft. Die Unterhaltung ist mager.“

„In dieser Variante von Frank Capras ‚It’s a Wonderful Life‘ gibt es auch einen freundlichen, älteren Herren, der wie James Stewarts Engel Clarence nach dem Sprung von einer Brücke den verzagten Helden in eine Alternativwelt versetzt, in der sich scheinbar all seine Wünsche erfüllen, so dass dieser sich schließlich darüber klar wird, was er wirklich will, und dass er es immer schon gehabt hat.“

## Auszeichnungen
Zac Efron wurde 2009 beim Teen Choice Award als Bester Comedy Darsteller, Bester Darsteller in Musik und Tanz sowie in der Kategorie Choice Rockstar Moment ausgezeichnet.
Der Film wurde 2010 bei den Peoples Choice Awards als Beliebteste Komödie nominiert. Im selben Jahr erhielt Zac Efron eine Nominierung beim Kids’ Choice Award als Beliebtester Männlicher Darsteller sowie als Bester Hauptdarsteller beim MTV Movie Award.
Die Deutsche Film- und Medienbewertung FBW in Wiesbaden verlieh dem Film das Prädikat wertvoll.